# Portaavions Taiyō
El Taiyō (japonès: 大鷹, Gran Falcó) va ser un portaavions de la Marina Imperial Japonesa, que formava la classe Taiyō amb el Chūyō i l'Unyō.

## Construcció i conversió
Va ser construït primer com un vaixell transatlàntic amb el nom de Kasuga Maru (日丸) el 6 de gener de 1940, que va ser botat al setembre del mateix any. El febrer de 1941, abans de l'acabament de les obres, va ser requisat per ser emprat com a transport militar durant uns mesos, després de les quals es va decidir finalment transformar-lo en un portaavions, que es va construir a Sasebo entre maig i setembre de 1941.

## Historial Operatiu
Igual que els seus bessons, va ser destinat a tasques de transport d'avions, material i personal, sovint en companyia del Chūyō o del Unyō. Igual que aquests, també va ser repetidament atacat per submarins, tant el 28 de setembre de 1942 pel USS Trout, el 9 d'abril de 1943 pel USS Tunny, o el 24 de setembre del mateix any pel USS Cabrilla; tot i que en les tres ocasions va reeixir arribar a port per ser reparat i tornar al servei actiu.
Durant la seva carrera progressivament se'n va augmentar l'armament antiaeri, i fins i tot submarí a la darrera modificació, que portava càrregues de profunditat. No obstant això, el 18 d'agost de 1944, prop del cap Bolinao (Luzon), i mentre que escortava un comboi cap a Manila, va rebre l'impacte d'un torpede llançat pel USS Rasher. L'explosió provocà que els dipòsits de combustible d'aviació esclatessin, i es va enfonsar en només 26 minuts, amb molt pocs supervivents.